# Nyctonympha costipennis
Nyctonympha costipennis là một loài bọ cánh cứng trong họ Cerambycidae.